# Olivier Kapo
Narcisse-Olivier Kapo-Obou (ismertebb nevén Olivier Kapo) (Abidjan, Elefántcsontpart, 1980. szeptember 27.    –) elefántcsontparti születésű francia labdarúgó, középpályás, jelenleg csapat nélküli, legutóbb a skót Celtic csapatát erősítette.

## Pályafutása
Kapo a francia AJ Auxerre csapatánál kezdte pályafutását, majd 2004 nyarán az Juventushoz igazolt. Az olasz együttesben azonban nem tudta a formáját hozni, így a 2005–2006-os szezonra kölcsönbe került az AS Monacóhoz, majd a 2006–2007-es szezonra a spanyol Levante csapatához. Mindkét klubnál 5–5 gólt szerzett.

### Anglia
Kapo 2007. június 29-én igazolt az angol Birmingham City-hez 3 millió fontért. Már első Premier League mérkőzésén gólt szerzett, 2007. augusztus 12-én a Chelsea ellen.
Kapo egy év után, 2008. július 16-án Birmingham-ből Wiganbe szerződött a Wigan Athletic csapatához. 3 éves szerződést írt alá 3,5 millió font ellenében. Első gólját 2008. szeptember 24-én szerezte a Ligakupában az Ipswich Town ellen.